# Klocksin
Klocksin est une commune rurale allemande de l'arrondissement du Plateau des lacs mecklembourgeois en Mecklembourg-Poméranie-Occidentale. Sa population comptait 394 habitants au 31 décembre 2010. La commune est connue pour son château de Blücherhof.

## Géographie
Klocksin se trouve au sud du lac de Malchin. La plus grande partie de la commune fait partie du parc naturel des landes de Nossentin et Schwintz. Teterow et Waren, qui sont accessibles par le train, sont à seize kilomètres de Klocksin.
Outre le village de Klocksin, la commune comprend les villages de Bücherhof, connu pour son château et son parc, Lütgendorf, Neuhof et Sapshagen.

## Sites et monuments
- L'église de Lütgendorf remonte au XIIIe siècle.
- Le château de Blücherhof, de style néo-baroque, est entouré d'un parc à l'anglaise réputé.
- Le manoir de Klocksin date de la fin du XIXe siècle.